# Национал (новине)
Национал је био српски дневни лист који је излази од 2001. до 2003.
У власништву издавачке куће НИП Инфо Орфеј чији је генерални директор Милорад Антонић раније профитирао на београдском часопису Ексклузив и бијељинском часопису Екстра, први број Национала изашао је 4. децембра 2001. Објављен у амбициозном почетном тиражу од 60.000 примерака, лист је прилично брзо успео да се афирмише на тржишту. Са својим полутаблоидним форматом садржаја, главни уредник листа био је Предраг Поповић, а Драган Ј. Вучићевић његов заменик. Светомир Марјановић, још један истакнути новинар српске дневне таблоидне сцене, био је уредник прилога.
Национал је излазио под мантром „Дневни лист Србије”. Визуелно, био је копија хрватског Јутарњег листа у власништву Нинослава Павића са скоро истим изгледом и потпуно истим латиничним фонтом. Штавише, његово име је одражавало назив хрватског недељника чији је власник Иво Пуканић.
Угашен је владином уредбом током операције Сабља након атентата на Зорана Ђинђића у марту 2003.